# زیردریایی یو-۶۵۳
زیردریایی یو-۶۵۳ (به انگلیسی: German submarine U-653) یک زیردریایی است که طول آن ۶۷٫۱ متر (۲۲۰ فوت ۲ اینچ) می‌باشد. این زیردریایی در سال ۱۹۴۱ ساخته شد.